# 카고 팬츠

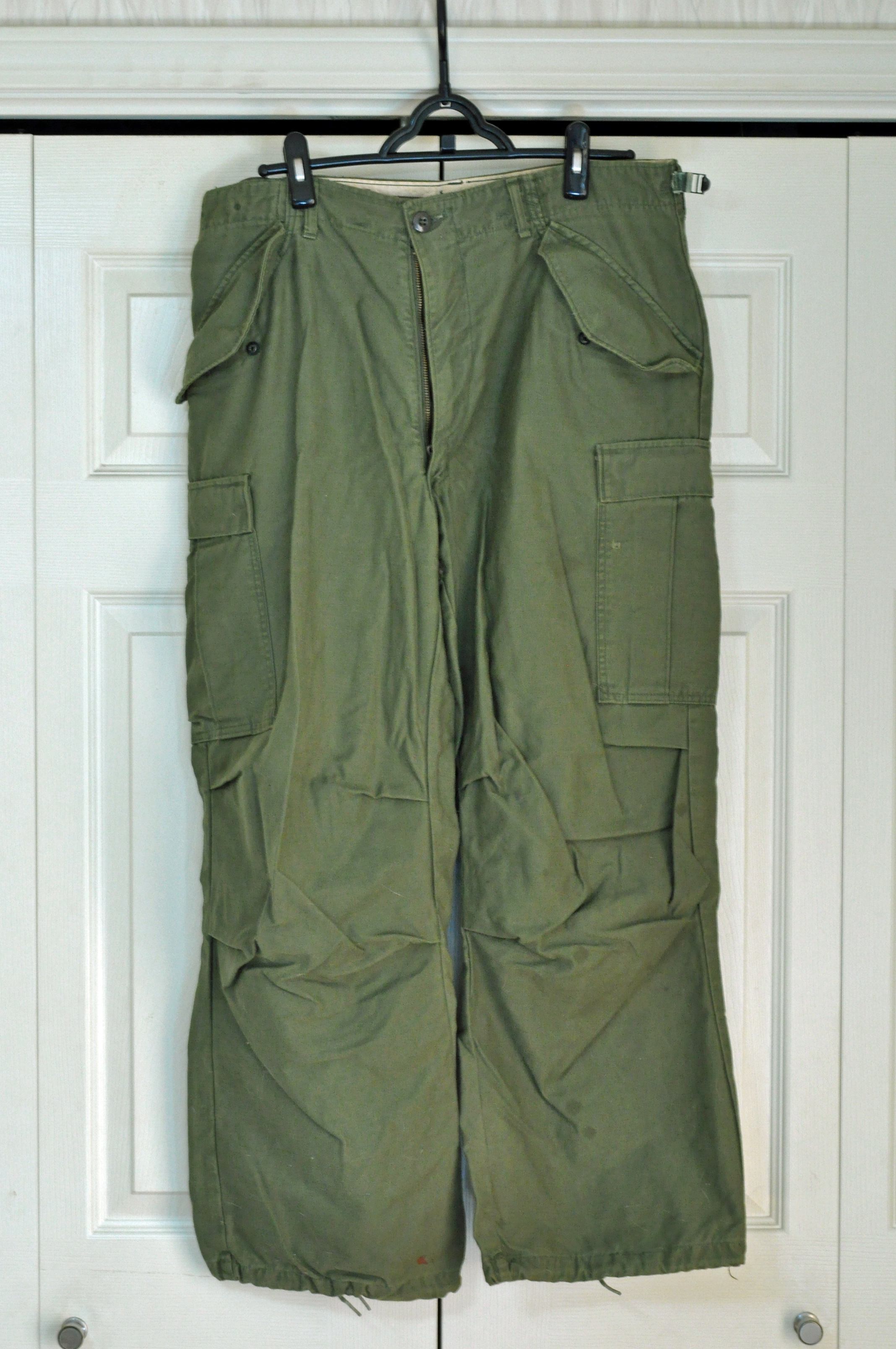
카고 팬츠

카고 팬츠(Cargo pants)는 바지의 일종이다. 군용 작업복으로 사용되었던 것을 따서 컴뱃 팬츠(combat pants)라고도 불리며 원래는 외부 작업 환경과 야외 활동을 위해 디자인된 느슨하게 잘린 바지로, 도구를 운반하기 위한 수많은 큰 실용 포켓이 특징이다.
카고 팬츠는 헐렁한 핏이고, 매일 걸어서 여행하거나 자전거를 탈 때 물품을 가지고 다니기에 매우 편리하기 때문에 도시형 캐주얼웨어로 인기를 끌게 되었다.